# Ель-Чокон (гребля)
Гребля Ель-Чоко́н (ісп. Represa El Chocón) — четверта з п'яти гребель на річці Лімай в Аргентинській Патагонії, розташована за 80 км до злиття річки Лімай з річкою Неукен і названа на ім'я найближчого селища, Вілья-ель-Чокон.
Гребля використовується для регулювання стоку річки, іригації та виробництва електроенергії. Гідроелектростанція греблі є найбільшою в Патагонії, з потужністю 1200 МВт. Гребля була збудована державною компанією Hidronor (Hidroeléctrica Norpatagónica) в 1973 році, повна потужність була досягнута в 1978 році. У 1993 році її було приватизовано та передано компанії Hidroeléctrica El Chocón S. A.